# Estádio Conde Dias Garcia
O Estádio Conde Dias Garcia é um complexo desportivo em São João da Madeira, sendo a casa da Associação Desportiva Sanjoanense.
O estádio é um dos maiores do Distrito de Aveiro, com capacidade para 8 500 espectadores, apesar de em pé poder receber até 15 mil pessoas. O recinto possui relvado natural e bancadas a toda a volta apresentando um formato oval da pista de atletismo em terra e já bastante degradada.
A 3 de fevereiro de 2018 o estádio foi vandalizado, como se verifica pelas insígnias, por adeptos afetos aos Super Dragões antes de um jogo com o Canelas 2010.